# Вечір у мюзик-холі
«Вечір у мюзик-холі» (англ. A Night in the Show; інші назви — англ. Charlie at the Show / A Night at the Show) — короткометражний фільм Чарлі Чапліна, випущений 20 листопада 1915.

## Сюжет
Чепурун містер Пест приходить на виставу до мюзик-холу. Після недовгих пошуків свого місця він виявляється в першому ряду і незабаром починає бійку з диригентом. Його відправляють на інше місце, де він знайомиться з красивою дівчиною, проте вона виявляється не одна, і Чарлі знову видаляється, цього разу в ложу. Між тим починається вистава: виступають заклиначка змій, співаки, пожирач вогню. Чарлі раз у раз бере активну участь у поданні, а також бореться зі своїми сусідами. Одночасно з балкона в шоу постійно втручається п'яниця Роуді, метаючи в виступаючих морозиво і обливаючи водою зі шланга.

## У ролях
- Чарлі Чаплін — містер Пест / п'яница Роуді
- Една Первіенс — дама в партері
- Лео Вайт — француз / негр на балконі
- Ді Лемптон — товстун
- Мей Вайт — товста леді / заклинателька змій
- Джон Ренд — диригент
- Джеймс Келлі — тромбоніст
- Філліс Аллен — дама в партері
- Шарлотта Міно — дама в партері